# Саїд аль-Мустаїн
Абу Наср Саїд I ібн Алі ібн Юсуф (араб. أبو نصر سعد بن علي بن يوسف‎; д/н — 1465) — 20-й емір Гранадського емірату в 1454—1462 і 1462—1464 роках. Мав лакаб аль-Мустаїн («Той, хто шукає допомоги у Бога»). У християн відомий як Сіріса і Мулай Сад.

## Життєпис
Походив з династії Насрідів. Онук Юсуфа II і син Алі ібн Юсуфа. Про дату народження відомостей обмаль. Наприкінці панування еміра Мухаммада IX був одним з претендентів на спадкування трону. Його підтримував могутній рід Бану-Саррай. У 1452 році оволодів частиною емірату, виступивши проти офіційного спадкоємця — Мухаммада ібн Мухаммада.
1454 році після смерті Мухаммада IX зумів закріпитися в Ронді, невдовзі визнав себе васалом Хуана II, короля Кастилії. після смерті останнього, Саїд відправив сина Абу'л-Гасана Алі до нового кастильського короля Енріке IV з прохання підтримати Саїда проти Мухаммада XI. Натомість Абу'л-Гасан Алі та 350 гранадців стали заручниками. Невдовзі спільні загону Бану-Саррай і кастильців завдали поразок Мухаммадові XI, який спочатку стратив Гранаду, а потім Малагу. Невдовзі його було схоплено й страчено. Саїд I закріпився на троні.
Втім у 1455 році поновилася війна з Кастилією, війська якої оточили Алору. Потім кастильське військо зайняло Вегу-де-Гранаду, замки Уельма і Хімена-де-ла-Фронтера. 1457 року вдалося укласти перемир'я, яке тривало до 1461 року. Слідом за цим кастильци захопили Фуенте-де-П'єдру. Також Мігель Лукас де Іранцо, губернатор Хаену, здійснив два успішні рейди до самої Гранади.
11 квітня 1462 року гранадське військо здобуло перемогу у битві біля Ель-Мадроньо. Втім наступ Кастилії тривав. В свою чергу Саїд аль-Мустаїн поклав невдачі на рід Бану-Саррай, якому довіряв, оскільки його представники мали гарні зв'язки при королівському кастильському дворі, які часто використовували для повалення емірів. Тому емір Саїд I наказав стратити двох очільників клану Бану-Саррай, а інших позбавив посад. Решта Бану-Сарраїв піднімає повстання, оголошуючи еміром Юсуфа ібн Ахмада, стриєчного брата Саїда аль-Мустаїна.
28 липня 1462 року Педро Гірон, великий магістр ордену Калатрава, завойовує Арчидону, а 16 серпня Хуан Перес де Гусман захоплює Гібралтар. У листопаді 1462 року Саїда I було повалено, проте вже у грудні того ж року він повернув собі владу. Втім боротьба з Бану-Саррай тривала протягом 1463 року. У серпні 1464 року Саїд I був повалений сином Абу'л-Гасаном Алі. Помер колишній емір 1465 року.